# Hanspeter Marti
Hanspeter Marti (* 1947 in Glarus) ist ein Schweizer Germanist.

## Leben
Hanspeter Marti studierte Germanistik, Mediävistik und französische Sprachwissenschaft in Basel, Genf und Montpellier. 1976 erhielt er die Jacob Burckhardt-Auszeichnung der Johann Wolfgang von Goethe-Stiftung in Basel für die Lizentiatsarbeit Schiller als Literaturkritiker in der Abhandlung Über naive und sentimentalische Dichtung. Nach der Promotion 1982 war er ab 1986 in verschiedenen vom Schweizerischen Nationalfonds zur Förderung der wissenschaftlichen Forschung unterstützten Projekten beschäftigt. 1995 gründete er die Arbeitsstelle für kulturwissenschaftliche Forschungen.
Seine Forschungsschwerpunkte sind Gelehrtenliteratur der Frühen Neuzeit, Universitäts- und Wissenschaftsgeschichte sowie Schweizer Klostergeschichte.

## Veröffentlichungen (Auswahl)
- mit Karin Marti: Philosophische Dissertationen deutscher Universitäten 1660–1750. Eine Auswahlbibliographie. München 1982, ISBN 3-598-10445-6.
- mit Emil Erne, Mirjam Christen und Karin Marti: Index der deutsch- und lateinsprachigen Schweizer Zeitschriften von den Anfängen bis 1750. Basel 1998, ISBN 3-7965-1061-2.
- Klosterkultur und Aufklärung in der Fürstabtei St. Gallen. St. Gallen 2003, ISBN 3-906616-55-X.
- mit Reimund B. Sdzuj, Karin Marti-Weissenbach und Robert Seidel: Rhetorik, Poetik und Ästhetik im Bildungssystem des Alten Reiches. Wissenschaftshistorische Erschließung ausgewählter Dissertationen von Universitäten und Gymnasien 1500–1800. Wien 2017, ISBN 3-412-50373-8.